# Huish, Wiltshire
Huish är en by i civil parish Wilcot, Huish and Oare, i distriktet Wiltshire, i Storbritannien. Den ligger i grevskapet Wiltshire och riksdelen England, i den södra delen av landet, 120 km väster om huvudstaden London. Huish var en civil parish fram till 2021 när blev den en del av Wilcot, Huish & Oare. Civil parish hade 43 invånare år 2011. Byn nämndes i Domedagsboken (Domesday Book) år 1086, och kallades då Iwis.